# Raymonde Tillon
Raymonde Tillon (geborene Barbé, auch bekannt als Raymonde Nédelec; * 22. Oktober 1915 in Puteaux; † 17. Juli 2016) war eine  französische Politikerin der Parti communiste français (PCF). Von 1945 bis 1951 war sie Abgeordnete der Nationalversammlung.

## Leben

### Frühes Leben und Widerstand
Ab dem Alter von fünf Jahren wuchs Raymonde Barbé nach dem Verlust ihrer Eltern in einem kirchlichen Kinderheim auf, bevor sie dieses noch vor dem Erreichen der Volljährigkeit verließ und zu ihrem Bruder in die Nähe der südfranzösischen Stadt Arles zog. 1935 heiratete sie in Arles Charles Nédelec, der Mitglied der PCF und des kommunistischen Gewerkschaftsbundes Confédération Générale du Travail Unitaire war. Das Ehepaar ließ sich in der Großstadt Marseille nieder und auch Raymonde Nédelec trat der kommunistischen Partei bei. In der zweiten Hälfte der 1930er-Jahre unterstützten sie aktiv die Front populaire, bei der es sich um ein Bündnis linker Parteien in Abgrenzung zum Faschismus handelte. Mit dem Beginn des Zweiten Weltkriegs gingen die Wege der Ehepartner auseinander, wobei ihr Ehemann am Widerstand gegen die deutsche Besatzung teilnahm und im Frühjahr 1944 starb.
Auch Raymonde Nédelec schloss sich frühzeitig der Widerstandsbewegung an, wurde am 31. März 1941 verhaftet und von einem Gericht in Toulon zu 20 Jahren Zwangsarbeit verurteilt. Sie war nacheinander in Marseille, Toulon und Lyon inhaftiert, bevor sie im Juni 1944 an die Deutschen ausgeliefert wurde. Die Besatzer deportierten sie zunächst nach Saarbrücken und anschließend ins nordbrandenburgische KZ Ravensbrück. In der Endphase des Krieges musste die Französin Zwangsarbeit in einer militärischen Fabrik in Leipzig leisten, bevor ihr am 20. April 1945 die Flucht gelang und sie nach Marseille zurückkehren konnte.

### Politische Laufbahn in den Nachkriegsjahren
Unmittelbar nach Kriegsende und ihrer Rückkehr nach Marseille war Nédelec für die Gewerkschaft CGT tätig und gehörte deren Organisationseinheit auf der Ebene des Départements Bouches-du-Rhône an. Im Speziellen war sie mit den Belangen der in der Gewerkschaft organisierten Frauen befasst. Im September 1945 zog sie für einen Teil von Marseille in den Generalrat von Bouches-du-Rhône ein. Einen Monat später trat sie auf der in Bouches-du-Rhône von François Billoux angeführten Liste der PCF für die verfassungsgebende Nationalversammlung an. Als Listendritter gelang ihr der Einzug ins erste französische Nachkriegsparlament, wo sie am 21. Oktober 1945 und damit einen Tag vor ihrem 30. Geburtstag ihr Mandat antrat. Da es in Frankreich zuvor kein Frauenwahlrecht gegeben hatte, gehörte sie zu den ersten 33 weiblichen Abgeordneten des Landes. Wenngleich die Kommunisten deutlich an Stimmen einbüßten, wurde sie im Juni 1946 auch in die zweite verfassungsgebende Nationalversammlung gewählt. In den beiden Versammlungen gehörte sie den Kommissionen für Inneres, für Verwaltung und für das damals unter französischer Herrschaft stehende Algerien an.
Bei den Wahlen zum ersten regulären Nachkriegsparlament war sie im November 1946 nochmals Listendritte im Département Bouches-du-Rhône und schaffte erneut die Wiederwahl. Daran anschließend gehörte sie der Kommission für wirtschaftliche Angelegenheiten und ab 1950 dem entsprechenden Gremium für Arbeit und soziale Sicherheit an. Überdies gehörte sie zur Haute cour de justice, welche in Ausnahmefällen über die Entlassung des Präsidenten oder von Ministern hätte entscheiden können. In den späten 1940er-Jahren brachte Nédelec eine größere Zahl an Gesetzesentwürfen und Berichten ins Parlament ein, welche sich teils mit Anliegen ihres Départements befassten. 1949 übte sie in zwei Sitzungen scharfe Kritik am sozialistischen Innenminister Jules Moch. Bei Abstimmungen folgte sie stets dem Verhalten der kommunistischen Fraktion. Da sie bei den Wahlen im Juni 1951 nicht erneut aufgestellt wurde, schied sie in diesem Jahr aus der Nationalversammlung aus.

### Weiteres Leben
Dass sie bei den Wahlen 1951 von ihrer Partei nicht erneut aufgestellt wurde, galt als überraschend und wird im Zusammenhang damit gesehen, dass sie im selben Jahr den ebenfalls der PCF angehörenden Charles Tillon geheiratet hatte. Im Juli 1970 wurde das Ehepaar aus der kommunistischen Partei ausgeschlossen, da sie offene Kritik an der Sowjetunion und unter anderem deren Intervention gegen den Prager Frühling der reformorientierten Tschechoslowakei geübt hatten. Das Ehepaar ließ sich später in Montjustin am Rand der französischen Alpen und dann in der Bretagne nieder. Die frühere Politikerin wurde 1993 durch den Tod ihres Mannes zur Witwe und veröffentlichte 2002 im hohen Alter das autobiografische Werk J’écris ton nom, Liberté. 2015 erlebte sie ihren 100. Geburtstag und war zu diesem Zeitpunkt die letzte Überlebende der ersten 33 weiblichen Abgeordneten der Nationalversammlung aus dem Jahr 1945.